# Lamé

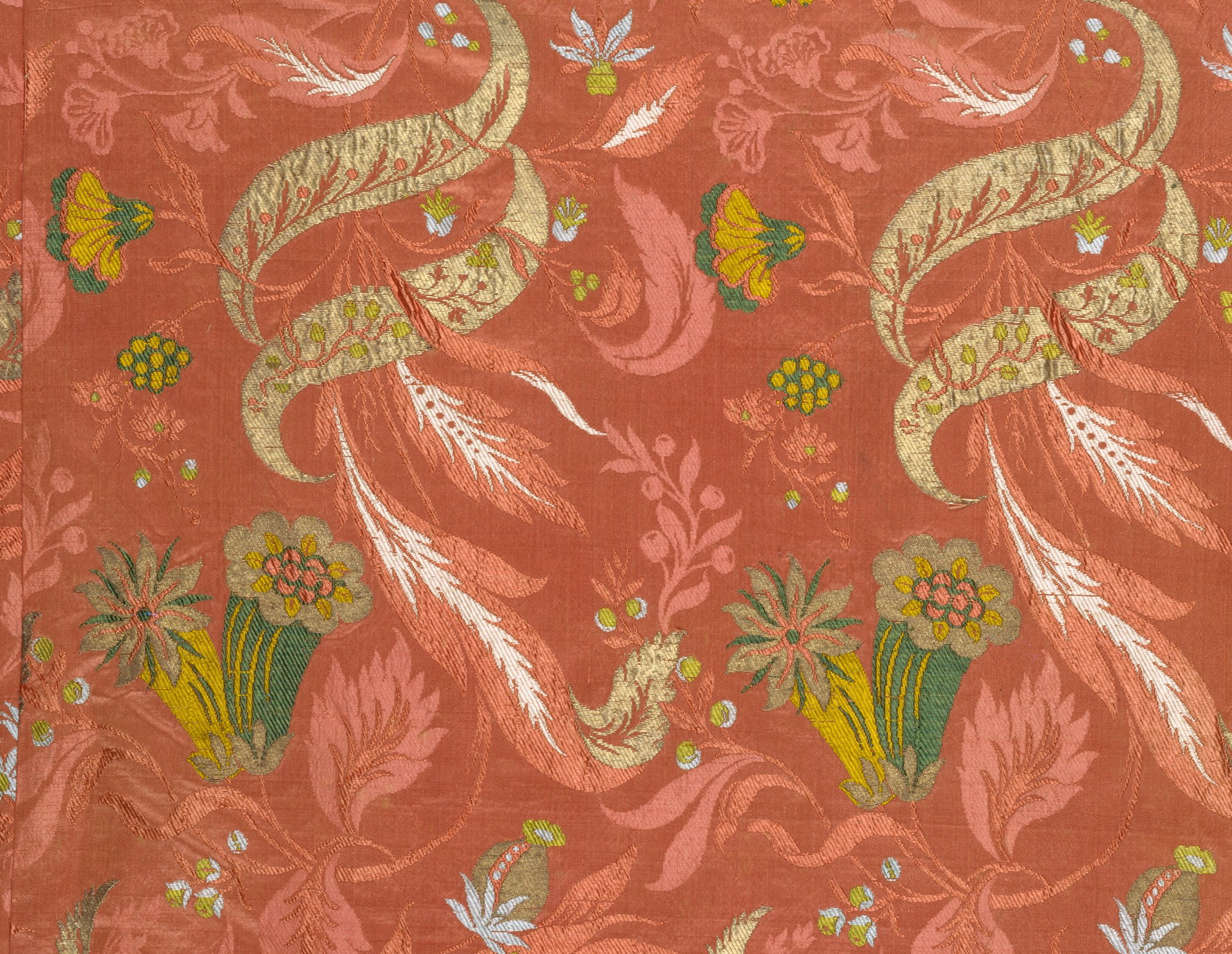
Tessuto lamé

Il lamé (detto anche, in italiano, laminato) è un tessuto costituito da fili piatti di metallo lucente in trama o ordito. Nell'uso contemporaneo il tessuto si ottiene sfruttando delle lamine sottilissime in metalli non preziosi o in materiale sintetico, flessibili e duttili, che simulano l'effetto dei fili in oro.

## Storia
Il tessuto lamé ha una storia che affonda le radici nell'antichità. Un tempo, per impreziosire i fondi dei velluti utilizzati per i paramenti sacri, si inserivano lamine auree nel tessuto. Queste lamine erano ottenute dalla stesura della foglia d'oro lavorata dalle maestranze specializzate dei "battiloro", che erano in grado di produrre fogli molto sottili e uniformi. L'inserimento delle lamine auree conferiva ai tessuti un'aura di sacralità e un'eccezionale luminosità, che li rendeva particolarmente adatti per la produzione di indumenti e paramenti sacri. Un altro effetto laminato, ma con luce cangiante, era ottenuto con l'utilizzo di fili di seta intorno ai quali venivano avvolte a spirale le lamine.

## Utilizzo
Il tessuto in lamé deve la sua popolarità all'idea che la luce che viene irradiata da esso funga anche da involucro protettivo verso l'esterno. Negli anni '20 alte fasce in tessuto lamé, dorato o argentato, avvolgevano la fronte delle femme fatale più importanti come Louise Brooks e Adele Astaire, che arricchivano i graziosi caschetti alla garçonne con dettagli esotici. Si ricorda anche un elegante soprabito dal taglio sportivo in prezioso tessuto lamé indossato dall'attrice Joan Crawford nel film I Live My Life (1935). Verso la fine degli anni '60 la moda avveniristica ispirata alle missioni spaziali ha fatto largo uso del tessuto lamé in versione argento. Come dimostrano le passerelle di Thierry Mugler, il lamé può assumere anche tonalità colorate, imitando quelle metalliche delle carrozzerie delle auto o gli effetti stagnola delle carte di cioccolatino. Grazie alla sua lucentezza e alla sua capacità di riflettere la luce, il tessuto lamé può dare vita a effetti cangianti e tridimensionali. Questo tessuto non è stato utilizzato solo per abiti eleganti e per abiti da sera femminili, ma anche per accessori e complementi d'arredo. Il lamé può essere rigido, morbido, in maglia, operato, fantasia, double o anche spalmato, e spazia dalle tonalità calde del rame, del bronzo e dell'ottone a quelle grigiastre del piombo e del ferro, imitando anche gli effetti lucidi e quelli satinati dell'acciaio

## Lurex
Il Lurex è un particolare tipo di filato laminato in fibra di poliestere, ad alta tenacità, che viene reso metallico tramite vapori di alluminio o d'argento che conferiscono maggior brillantezza al prodotto finito e quindi tinta. Il Lurex è un filato brillante e scintillante che viene solitamente tessuto o lavorato a maglia in mischia con fibre di cotone, rayon, nylon, seta o lana. Il marchio Lurex è stato registrato alla fine degli anni '40 dalla Dow Badische Company. Il Lurex può essere realizzato in diverse tonalità e imita tutti i tipi di metallo, dai più comuni oro e argento alle tonalità bronzo, peltro e rame. Il Lurex è presente in diverse varianti come la versione mordorè (parola francese composta dai termini maure, "moro", e doré, "dorato"), che presenta un colore marrone caldo con riflessi metallici color oro, derivanti dal cattivo uso dei coloranti basici (bronzatura). Oltre alla versione mordorè, ci sono anche laminati con luci multicolore e melangiature, che creano effetti cangianti. Il Lurex è disponibile anche in versioni trasparenti, lucide, semi-lucide e madreperlate. Inoltre, il tessuto Lurex può essere realizzato in diverse forme, come piatto, ritorto, spiralato, frisé e bouclé. Grazie alla sua versatilità, il Lurex è diventato un tessuto molto popolare nella moda e può essere utilizzato per creare capi di abbigliamento e accessori di ogni genere, dall'elegante al casual. Questo filato può essere usato anche in vari contesti, infatti è particolarmente resistente anche nella trama dei jeans, o combinato con microfibra di Meryl, multifilamento con effetti visivi insoliti anche all'underwear, arricchendo di brillantezza la texture superficiale. Il Lurex può essere utilizzato anche unito al cupro, nella maglia jersey o in altri tipi di lavorazioni, impregnando di colla una base di tessuto in acetato secondo uno particolare schema, poi nebulizzato con del pelo iridescente che si fissa solo dove è presente il collante. Filati in Lurex sono sfruttati anche per la progettazione di collant e calze da donna.